# 恋の凱歌 (1933年の映画)
『恋の凱歌』（こいのがいか、原題・英語: The Song of Songs）は、1933年に製作・公開されたアメリカ合衆国の映画である。

## 概要
1918年・1924年（邦題『嘆きの白百合』、ポーラ・ネグリ主演）にも映画化されているヘルマン・ズーダーマンの小説の映画化であり、ルーベン・マムーリアンが監督、マレーネ・ディートリヒとブライアン・エイハーンが主演した。
パラマウント映画専属となって以来、ディートリヒが初めてジョセフ・フォン・スタンバーグ以外の監督と組んだ作品であった。

## キャスト
- リリー：マレーネ・ディートリヒ
- リチャード：ブライアン・エイハーン
- メルツバッハ男爵：ライオネル・アトウィル
- ラズムッセン夫人：アリソン・スキップワース

## スタッフ
- 監督：ルーベン・マムーリアン
- 脚色：レオ・ビリンスキー、サミュエル・ホッフェンスタイン
- 撮影：ヴィクター・ミルナー
- 美術：ハンス・ドライアー
- 衣裳：トラヴィス・バントン
- 音楽監督：ナット・W・フィンストン